# Fernand Rigot
Fernand Rigot (16 de febrero de 1894 - 22 de julio de 1981) fue un poeta, novelista, explorador, cineasta y productor de cine belga. En 1931 exploró Islandia, de donde escribió un libro (ver obras literarias) y dos películas (ver filmografía). Durante la Segunda Guerra Mundial, que terminó con el rango de coronel, fue agente secreto de la Red Luc-Marc, especializado en inteligencia militar, dentro del Servicio de Inteligencia y Acción de Bélgica. De 1946 a 1958 fue jefe del servicio cinematográfico del Ministerio de Educación Pública. Fue miembro del jurado del Festival de Cine de Cannes en 1946. Luego fue administrador de la Cinémathèque royale de Belgique. Bajo su dirección, la filmoteca fomentó la producción de documentales (André Cauvin, Charles Dekeukeleire, Paul Haesaerts, Gérard De Boe).
El incendio del Ministerio de Educación del 24 de junio de 1947, tras una imprudencia por parte de un empleado encargado de hacer un inventario de las películas almacenadas en el sótano, seguirá siendo una fecha negra en su vida, porque no solo perdió allí a compañeros, sino también porque, como director del departamento de cine, se le imputó parte de la responsabilidad penal, aunque en varias ocasiones había llamado la atención de sus superiores sobre las peligrosas condiciones del almacenamiento de las bobinas de película de nitrato. Las pruebas escritas de sus advertencias desaparecieron en el desastre y nunca pudo hacer valer su derecho, y la muerte de dieciocho personas lo perseguirá hasta el final de su vida (testimonio oral de su nieta Sylvie Rigot).

## Obras literarias
- Terre sans eaux, poemas, 1927
- En barque : journal de bord, ilustrado con un grabado de Emile De Bongnie, 1928
- Le vagabond de Dieu, Roman, en colaboración con Emile De Bongnie, 1931
- Aire des vents, poemas, 1933
- Islande, escale entre deux mondes, relato de viajes, 1937
- Nomenclature des films réalisés en Belgique ou faits par des Belges à l'étranger de 1907 à 1955, obra de referencia, 1958
- Diction et prononciation françaises, obra didáctica, en colaboración con Carlos Roty, 1958

## Filmografía
- Islandia, escale entre deux mondes, 1932. Actualmente en restauración en la Cinémathèque royale de Belgique (2017). Documental de 15 minutos de duración que presenta a magos de Islandia, especialmente de Reykjavik, una expedición a caballo al monte Hekla, géiseres, el uso de la energía geotérmica en Islandia, y el trabajo en el campo. Estas raras imágenes se consideran entre las más antiguas de Islandia. Los comentarios son de Fernand Rigot, con música de fondo.
- Pêcheurs belges en Islande, 1935. Actualmente en restauración en la Cinémathèque (2017). Documental de 15 minutos de duración en el que Fernand Rigot, durante su viaje de regreso de Islandia, relata la difícil vida cotidiana de los pescadores de bacalao de Ostende, que partían hacia las Orchades e Islandia en busca de bancos de bacalao. Su descripción de las técnicas de pesca y la fabricación en el arrastrero de aceite de hígado de bacalao lo convierten en un documento inestimable para la historia de las técnicas de pesca en la primera mitad del siglo XX, como la escena de la pesca del pez espada en Stromboli, de Roberto Rossellini, en 1949. Los comentarios son de Fernand Rigot, con música de fondo.
- Bezoek aan Picasso, de Paul Haesaerts, 1948.
- L'Équateur aux cents visages, de André Cauvin, 1948.
- Bongolo, de André Cauvin, 1952.

## Archivo
Los archivos de Fernand Rigot fueron inventariados por Lise Lacroix, investigadora de la Universidad de Namur, y están disponibles para consulta gratuita en los Archives générales du royaume.

## Lazos familiares
Fernand Rigot ha tenido un gran número de descendientes, entre ellos Sylvie Rigot, presentadora de la RTBF de 1979 a 1993 y presentadora de Juegos sin fronteras para la RTBF en 1988 y 1989, Jean-Charles Rigot, director de televisión (23 años en RTL-TVI), y Simon Rigot, compositor y músico del grupo Bernthøler (1981-1985).